# Joaquim de Almeida
Joaquim António Portugal Baptista de Almeida (São Sebastião da Pedreira, 15 maart 1957) is een in Portugal geboren Amerikaans acteur. 

## Biografie
Almeida studeerde gedurende twee jaar aan de Lisbon Theatre and Film School in Lissabon. Toen deze school zijn deuren sloot vanwege de Anjerrevolutie verhuisde Almeida naar Wenen. Na een jaar in Wenen te hebben gewoond verhuisde hij in 1976 naar New York, waar hij ging studeren aan de Lee Strasberg Theatre and Film Institute. Hij werd in oktober 2005 staatsburger van de Verenigde Staten. 
Almeida begon met acteren in lokale theaters. Hij begon in 1982 met acteren voor televisie in de film The Soldier, waarna hij nog meer dan 120 rollen speelde in films en televisieseries. 
Almeida is in het verleden driemaal getrouwd geweest. Uit deze huwelijken heeft hij een zoon en dochter (1993 en 2002).  Naast Portugees spreekt hij ook vloeiend Engels, Frans, Italiaans, Spaans en Duits.

## Filmografie

### Films
Selectie:
- 2024 Road House - als sheriff
- 2017 Downsizing - als dr. Oswaldo Pereira
- 2017 The Hitman's Bodyguard - als Foucher
- 2015 Our Brand Is Crisis - als Castillo
- 2011 Fast Five - als Hernan Reyes
- 2008 La conjura de El Escorial - Juan de Escobedo
- 2008 The Burning Plain - als Nick Martinez
- 2008 Che - Guerrilla - als president René Barrientos
- 2007 The Death and Life of Bobby Z - als Don Huertero
- 2001 Behind Enemy Lines - als admiraal Piquet
- 1998 The Mask of Zorro - als generaal Santa Anna
- 1997 Fatima - als Avelino de Almeida
- 1995 Desperado - als Bucho
- 1994 Only You - als Giovanni
- 1994 Clear and Present Danger - als kolonel Felix Cortez
- 1987 Good Morning, Babylon - als Andrea Bonnano

### Televisieseries
Uitgezonderd eenmalige gastrollen.
- 2023 Braqueurs: La série - als Bucho - 6 afl.
- 2020-2022 Warrior Nun - als kardinaal Duretti - 12 afl.
- 2022 Now and Then - als Bernie - 4 afl.
- 2021 Aruanas - als Robert - 5 afl.
- 2020 Warrior Nun - als kardinaal Duretti - 8 afl.
- 2016-2018 Queen of the South - als Don Epifanio Vargas - 24 afl.
- 2017 Training Day - als Menjivar - 2 afl.
- 2012-2013 Rouge Brésil - als Joao da Silva - 4 afl.
- 2012 Missing - als Antoine Lussier - 3 afl.
- 2010 Parenthood - als Matthew Biscali - 2 afl.
- 2010 República - als Henrique - 2 afl.
- 2010 Vuelo IL8714 - als Hunter - 2 afl.
- 2008-2009 Crusoe - als Santos Santana - 4 afl.
- 2005 Wanted - als kapitein Manuel Valenza - 7 afl.
- 2003-2004 24 - als Ramon Salazar - 12 afl.

- Bibsys: 13058220
- Biblioteca Nacional de España: XX1296145
- Bibliothèque nationale de France: cb140332149 (data)
- Catàleg d'autoritats de noms i títols de Catalunya: 981058524376406706
- Gemeinsame Normdatei: 139981950
- International Standard Name Identifier: 0000 0001 2139 6807
- Library of Congress Control Number: no98090455
- Nationale Bibliotheek van Israël: 987007336948505171
- Nationale Bibliotheek van Polen: a0000001636470
- Nederlandse Thesaurus van Auteursnamen: 074044699
- Système universitaire de documentation: 060371145
- Virtual International Authority File: 74051701
- WorldCat: E39PBJhxhtck4MMpCQGyJqR3Qq